# النشرة (رصد)

تعديل مصدري - تعديل

النشرة هي إحدى قرى عزلة القارة بمديرية رصد التابعة لمحافظة أبين، بلغ تعداد سكانها 166 نسمة حسب تعداد اليمن لعام 2004.